# Astragalus stenosemioides
Astragalus stenosemioides är en ärtväxtart som beskrevs av Joseph Friedrich Nicolaus Bornmüller, David Franklin Chamberlain och Victoria Ann Matthews. Astragalus stenosemioides ingår i släktet vedlar, och familjen ärtväxter. Inga underarter finns listade i Catalogue of Life.